# Irene (zpěvačka)
Pe Ču-hjon (korejsky: 배주현, anglický přepis: Bae Joo-hyun; * 29. března 1991 Tegu, Jižní Korea), známá jako Irene, je jihokorejská zpěvačka a herečka. Je členkou a lídrem jihokorejské dívčí skupiny Red Velvet a její podskupiny Red Velvet – Irene & Seulgi.

## Život a kariéra

### 1991–2014: Mladí a aktivity před debutem
Irene se narodila jako Pe Ču-hjon 29. března 1991 v jihokorejském Tegu. Má mladší sestru. Navštěvovala střední školu Haknam v Tegu.
V roce 2009 nastoupila do SM Entertainment a pět let trénovala.
V srpnu 2013, se objevila ve videoklipu k písni jejího tehdejšího labelmata Henryho „1-4-3“. Dne 9. prosince 2013 byla Irene jednou z účastníků SM Rookies, pre-debutového týmu pod SM Entertainment, vedle bývalé praktikantky Lami a člena NCT Jaehyuna.

### 2014: Debut s Red Velvet
27. července 2014 bylo oznámeno že Irene bude debutovat jako členka a lídr dívčí skupiny Red Velvet. Oficiálně debutovali se singlem „Happiness“.

### 2015–současnost: sólové aktivity a debut v podskupině
Od května 2015 do června 2016 moderovala Irene hudební show Music Bank s hercem Pak Po-gom. Jejímu výkonu se dostalo chvály. V červenci 2016 Irene debutovala jako herečka v dramatu Women in a Game Company, kde si zahrála hlavní ženskou roli. 14. října se Irene stala moderátorkou módní show Laundry Day na kanálu OnStyle. 
20. dubna 2020 společnost SM Entertainment potvrdila, že Irene spolu se Seulgi, další členkou vytvoří první podskupinu Red Velvet. Red Velvet - Irene a Seulgi debutovala 6. července s EP Monster.
16. července společnost SM Entertainment potvrdila, že Irene bude hrát v připravovaném filmu Double Patty, který měl být uveden později téhož roku, ale později byl odložen na únor 2021. Irene také vydala k filmu vlastní píseň s názvem „A White Night“.
4. listopadu 2024 bylo oznámeno, že Irene vydá své debutové EP Like a Flower. EP vyšlo 26. listopadu společně se stejnojmenným vedoucím singlem.

## Diskografie

### EP
| Název         | Datum vydání       | Vydavatel        | Reference |
| ------------- | ------------------ | ---------------- | --------- |
| Like a Flower | 26. listopadu 2024 | SM Entertainment | [ 10 ]    |

### Sountracky
| Název           | Rok  | Album                                        | Reference |
| --------------- | ---- | -------------------------------------------- | --------- |
| „A White Night“ | 2021 | Double Patty (Originální filmový soundtrack) | [ 12 ]    |

## Videografie

### Hudební videa
| Název           | Rok vydání | Režisér    | Reference |
| --------------- | ---------- | ---------- | --------- |
| „A White Night“ | 2021       | Neznámý    | [ 13 ]    |
| „Like A Flower“ | 2024       | Minjae Kim | [ 14 ]    |